# 瑞士牌
瑞士牌（Schweizer Blatt），或翻瑞士撲克，是瑞士傳統遊戲牌牌具。

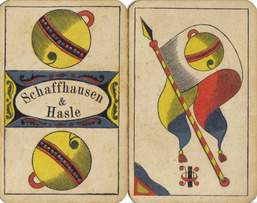
瑞士牌

## 牌具
序數牌一、六到十三，為鈴鐺、玫瑰、盾牌、櫟果這四門花色，每種一張，共三十六張牌。人頭牌為十一到十三，分別以Under、Ober、König代替數字。
| 鈴鐺 Schellen | 盾牌 Schilten | 玫瑰 Rosen | 櫟果 Eicheln |
| 方块          | 黑桃          | 紅心       | 梅花         |